# Oxyopes elongatus
Oxyopes elongatus là một loài nhện trong họ Oxyopidae.
Loài này thuộc chi Oxyopes. Oxyopes elongatus được miêu tả năm 1996 bởi Biswamoy Biswas et al..